# Біказ (комуна)
Біказ (рум. Bicaz) — комуна у повіті Марамуреш в Румунії. До складу комуни входять такі села (дані про населення за 2002 рік):
- Біказ (645 осіб) — адміністративний центр комуни
- Корнь (396 осіб)
- Чута (246 осіб)

Комуна розташована на відстані 411 км на північний захід від Бухареста, 46 км на південний захід від Бая-Маре, 87 км на північний захід від Клуж-Напоки.

## Населення
За даними перепису населення 2002 року у комуні проживали 1287 осіб.
Національний склад населення комуни:
| Національність | Кількість осіб | Відсоток |
| -------------- | -------------- | -------- |
| румуни         | 1286           | 99,9%    |
| угорці         | 1              | 0,1%     |

Рідною мовою назвали:
| Мова      | Кількість осіб | Відсоток |
| --------- | -------------- | -------- |
| румунська | 1286           | 99,9%    |
| угорська  | 1              | 0,1%     |

Склад населення комуни за віросповіданням:
| Релігія        | Кількість осіб | Відсоток |
| -------------- | -------------- | -------- |
| православні    | 1196           | 92,9%    |
| баптисти       | 45             | 3,5%     |
| п'ятдесятники  | 39             | 3,0%     |
| римо-католики  | 1              | 0,1%     |
| греко-католики | 1              | 0,1%     |